# Jitka Kopejtková
Jitka Kopejtková (* 13. června 1973 Praha) je česká fotografka a výtvarnice se zaměřením na koláž.

## Umění
Jitka Kopejtková je česká fotografka a umělkyně, zabývající se street artem a koláží. Svou tvůrčí činnost zaměřuje na autentické zachycení strhaných plakátů na oficiálních i neoficiálních plakátovacích plochách v ulicích měst. Plakáty tiskne na plátno a povyšuje je na svébytné umělecké dílo. Věnuje se též klasické koláži.

### Workshopy
Na téma street artu pořádá kurzy koláží a přednášky, především v Muzeu hl. m. Prahy, je též v databázi lektorů Naučmese.cz.

## Výstavy
Jitka Kopejtková vystavuje své koláže doma i v zahraničí, v autorských i souborných výstavách.
- 2018: 2019: Kultur Spati
- 2018: 2019: Galerie Nicol, Litoměřice
- 2018: Umělecké symposium Lehnice
- 2021: Otevřená kultura [12][13]

## Dílo
- Kolektiv autorů: Povídky z druhé ruky[14]